# 女子バスケットボール

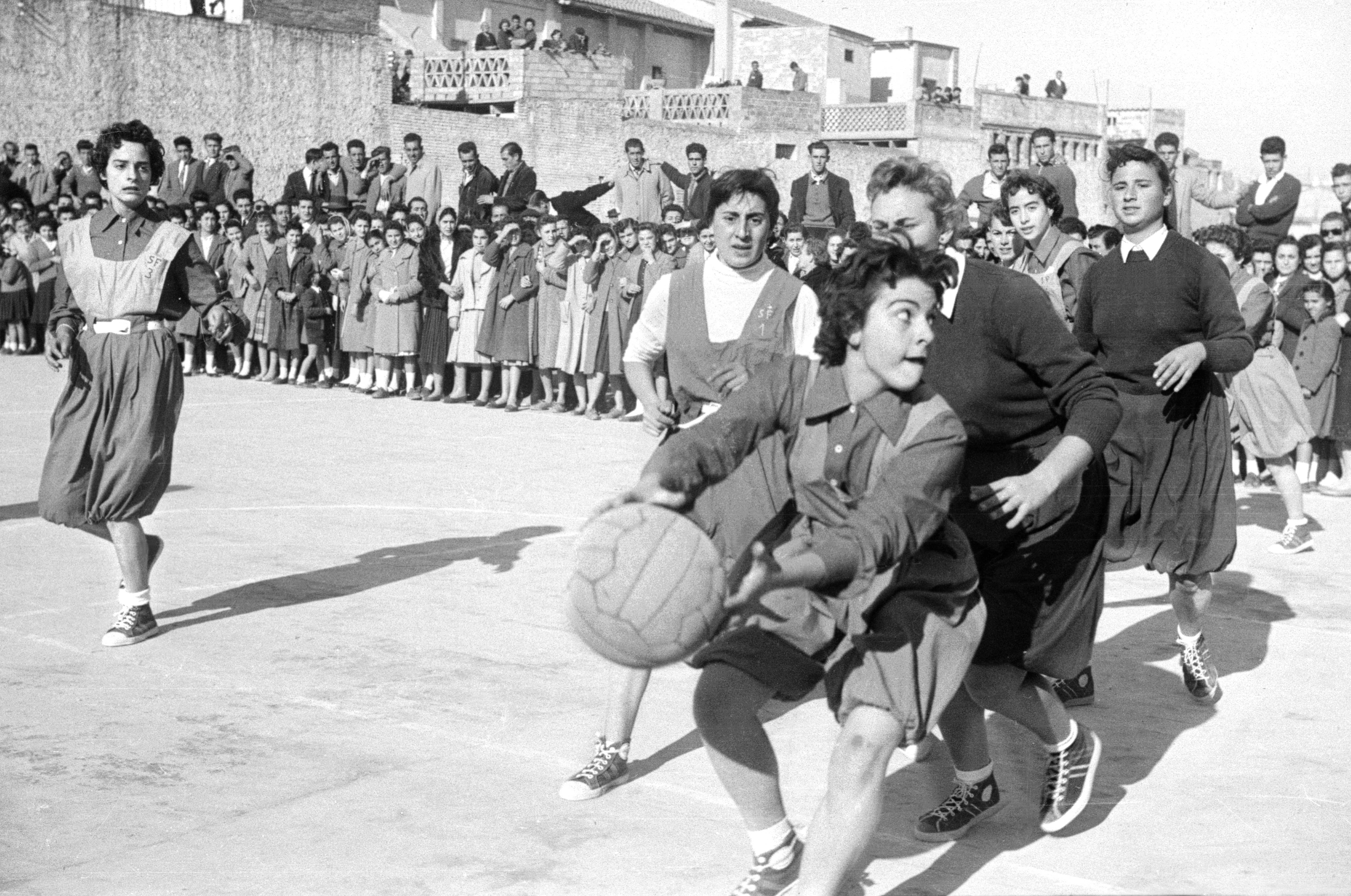

女子バスケットボール（じょしバスケットボール）は、女性によって行われるバスケットボールのこと。

## 歴史
バスケットボールは考案から普及が早いスポーツの一つであり、初めて公式試合が行われた1年後の1893年にセンダ・ベレンソンによって女性による試合が行われた。そしてYMCAを通じアメリカ国内、世界各国へ急速に広まり、1921年にモンテカルロで行われた「国際女子体育・スポーツ大会」の種目に選出され、1953年に第1回世界選手権を開催、1976年からオリンピックの正式種目に採用された。1996年には男子プロリーグNBAの支援を受けたWNBAが発足し、近年は今まで以上に豪快なプレーを披露する選手も現れた。

## 主な大会

### ナショナルチーム
- FIBA女子バスケットボール・ワールドカップ
- バスケットボールU-21世界選手権
- バスケットボールU-19世界選手権

### クラブ
- バスケットボール女子日本リーグ機構（WJBL:Wリーグ,W1リーグ）
- 全日本クラブバスケットボール選手権大会

### 学生
- 全日本大学バスケットボール選手権大会（インターカレッジ）
- 全国高等学校バスケットボール選手権大会（ウィンターカップ）
- NCAA女子バスケットボールトーナメント

### その他
- 皇后杯全日本バスケットボール選手権大会（オールジャパン）
- 全日本社会人バスケットボール選手権大会
- 国民体育大会バスケットボール競技
- 全国青年大会
- 全国スポーツ祭典